# Cəlilabad
Cəlilabad – miasto w Azerbejdżanie. Stolica rejonu Cəlilabad. Liczy 39 022 mieszkańców (dane na rok 2008). Ośrodek przemysłowy.